# 계약자유의 원칙
계약자유의 원칙(契約自由의 原則)은  개인이 독립된 자율적 인격을 가진 권리주체로서 타인과의 법적 생활을 영위해나감에 있어서 법의 제한에 부딪치지 않는 한, 계약에 의한 법률관계의 형성은 완전히 각자의 자유에 맡겨지며, 국가와 법도 그러한 자유의 결과를 될 수 있는 대로 승인한다는 원칙을 말하는 것이다. 이는 사적자치(개인의사 자치)의 원칙의 가장 전형적인 표현이다. 계약자유의 원칙은 소유권 절대의 원칙·과실책임주의와 더불어 시민법 전개기의 3대원칙을 이루고 오늘날에도 기본원칙으로서의 성격을 유지하고 있다. 계약자유의 원칙은 자본주의 경제의 본칙(本則)인 자유경쟁, 근대 시민사회의 개인주의, 자유주의와 잘 합치되며, 개인을 봉건적·신분적 지배로부터 해방시켜 자유활동의 기회를 부여하고 창의를 존중해서 이윤추구의 유력한 근거가 되었다.

## 배경
인간이 생활을 영위하는 데는 금전 외에 여러 가지 물자를 필요로 하나 이것을 얻는 데는 대부분 타인과의 계약에 의하는 것이며 계약의 경제적 · 사회적 역할은 중요한 것이다. 근대 이전의 계약의 특색은 급부(給付)의 내용이 질(質)이나 양(量) 모두 일정하지 않으며 신분적 지배관계의 색채가 강했다는 데에 있다. 이에 반해서 근대적 계약의 특색은 당사자의 부담급부가 질·양 모두 내용이 일정하고 물질적인 급부에 한정되어 신분적 지배관계를 수반하지 않는다. 이것은 근대법이 사람을 자유 · 평등의 법적 인격자로 보고 각자의 자유의사에 의해서 법률관계의 형성을 인정하는 것을 이상으로 하기 때문이다.

## 주요 내용
계약자유의 원칙에는 다음과 같은 네 가지 내용이 포함된다. ① 계약체결의 자유, 즉 체결하느냐 않느냐의 자유를 말한다. ② 상대방 선택의 자유. 계약을 체결할 때 누구하고 체결할 것인가를 밖으로부터 강요당하지 않고 마음대로 결정할 수 있는 자유를 말한다. 상대방 선택의 자유는 체결의 자유의 한 내용으로 볼 수 있다. ③ 계약내용결정의 자유, 즉 강행법규(强行法規)나 선량한 풍속 기타 사회질서에 위반되지 않는 한 전적으로 계약체결의 쌍방 당사자가 그 계약의 내용을 자유롭게 결정할 수 있는 자유를 말한다. ④ 방식의 자유, 즉 당사자의 합의만이 계약 성립의 본체(本體)로서 일정한 방식을 필요로 하지 않는다. 요물계약(要物契約)의 요물성(要物性)은 계약자유의 정신을 관철시키지 않은 것으로 본다.

## 효과
이러한 이상에서 성립된 계약자유의 원칙은 자본주의 문화의 융성을 촉진시킨 반면에 소유하는 자가 그 우위를 이용하여 소유하지 않은 자를 경제적 · 사회적으로 압박하는 수단이 되기도 했던 것이다.

## 제한
계약자유의 원칙은 자유·평등·독립의 법적 인격자가 자유경쟁을 하는 것을 사회발전의 근본적 동인(動因)으로 보고 있으나, 자유 평등의 개념 파악이 형식적·형이상적(形而上的)인 데서 자본주의 경제가 산업자본주의(금융자본주의)·독점자본주의에로 발전하는 과정에서는 사회적·경제적 불평등을 조장하고 부(富)의 편재(偏在)·경제력 집중을 방임하는 결과가 되었다. 그리하여 약자를 보호하기 위하여, 또 고도로 발달한 국가의 경제적·사회적 질서유지를 위해서 계약자유의 원칙에는 법에 의한 많은 제한이 가해지고 있다. 예를 들면 다음과 같다.

### 계약체결 자유의 제한
공법상의 체약 강제와 사법상 체약 강제가 있다. 전기·가스·운송 등 공익적 독점기업에서는 기업자에게 승낙 거부의 자유가 없다.

### 상대방선택의 자유의 제한
상대방 선택의 자유도 일정한 자만 계약할 수 있으며 또는 일정한 자는 배척하지 않으면 아니 된다고 되어 있다(勞動法關係).

### 계약내용 결정의 자유의 제한
1. 강행법규에 의한 제한: 계약자유를 제한하는 강행규정 가운데에는 계약자유의 내적인 한계에 관한 것이 많다. 그러나 모두가 그런 것은 아니다. 강행규정 중에는 약자 보호를 위하여서가 아니고 사회 일반의 이익 또는 제3자의 이익을 위하여 두어진 것도 있다.[6]
2. 사회질서에 의한 제한
3. 규제된 계약에 의한 제한
4. 약관에 의한 계약
5. 대한민국 민법 제283조 2항·643조, 대한민국 근로기준법 또는이자제한법(利子制限法) 등으로써 약자에 불리한 내용을 정하는 것을 제한하고 있다.

### 계약방식 자유의 제한
1. 증여에 관한 서면 표시 규정
2. 부동산소유권이전을 내용으로 하는 계약
3. 건설공사 도급계약
4. 어음·주식·단체협약 등의 방식이 요건으로 되는 경우가 많다.[7]

## 같이 보기
- 계약의 자유